# Horvath (Familienname)
Horvath oder Horváth [ˈhorvaːt] (veraltete Schreibweise für ungarisch horvát – kroatisch, Kroate) ist ein ungarischer Familienname.

## Namensträger

### A
- Ádám Horváth (Sänger) (* 1973), ungarischer Sänger (Bassbariton)
- Ádám Horváth (Schachspieler) (* 1981), ungarischer Schachspieler
- Ádam Pálóczi Horváth (1760–1820), ungarischer Volksmusiksammler, Dichter und Komponist
- Adrienne Horvath (1925–2012), französische Politikerin
- Andor Horváth (1778–1839), ungarischer Schriftsteller
- András Horváth (Eishockeyspieler) (* 1976), ungarischer Eishockeyspieler
- András Horváth (Ringer) (* 1980), ungarischer Ringer
- András Horváth (Fußballspieler, 1980) (* 1980), ungarischer Fußballspieler
- András Horváth (Fußballspieler, 1987) (* 1987), ungarischer Fußballspieler
- Andreas Horvath (* 1968), österreichischer Fotograf und Filmemacher
- Anton Horvath (1888–1966), österreichischer Sattler und Politiker (CS)
- Arthur Horváth (* 1974), deutscher Liedermacher

- Attila Horváth (Komponist) (1862–1921), ungarischer Komponist
- Attila Horváth (Leichtathlet) (1967–2020), ungarischer Diskuswerfer
- Attila Horváth (Fußballspieler, 1971) (* 1971), ungarischer Fußballspieler
- Attila Horváth (Fußballspieler, 1988) (* 1988), ungarischer Fußballspieler
- Attila Horváth (Fußballspieler, 1995) (* 1995), ungarischer Fußballspieler
- Attila Horváth (Snookerspieler) (* 2003), ungarischer Snookerspieler

### B
- Balázs Horváth (Politiker) (1942–2006), ungarischer Politiker
- Balázs Horváth (Komponist) (* 1976), ungarischer Komponist
- Balázs Horváth (Reiter), ungarischer Springreiter
- Barbara Horvath (* 1973), österreichische Schauspielerin
- Bronco Horvath (1930–2019), kanadischer Eishockeyspieler

### C
- Carl Christian Horvath (1752–1837), deutscher Buchhändler
- Charlie Horváth (* 1947), ungarischer Sänger, siehe Charlie (Sänger)
- Csaba Horváth (Chemieingenieur) (1930–2004), ungarisch-amerikanischer Chemieingenieur
- Csaba Horváth (Fußballspieler, 1967) (* 1967), ungarischer Fußballspieler
- Csaba Horváth (Schachspieler) (* 1968), ungarischer Schachspieler
- Csaba Horváth (Fußballspieler, 1969) (* 1969), ungarischer Fußballspieler
- Csaba Horváth (Politiker) (* 1969), ungarischer Politiker
- Csaba Horváth (Kanute) (* 1971), ungarischer Kanute
- Csaba Horváth (Fußballspieler, 1982) (* 1982), slowakischer Fußballspieler
- Cyrill Horváth (1804–1884), ungarischer Philosoph

### D
- David Horvath (* 1971), US-amerikanischer Künstler
- Dominik Horvath (* 2003), österreichischer Schachspieler

### E
- Elemér Horváth (1933–2017), ungarischer Schriftsteller
- Ema Horvath (* 1994), US-amerikanische Schauspielerin
- Esther Horvath (* 1979), ungarische Fotografin
- Ethan Horvath (* 1995), US-amerikanischer Fußballtorhüter

### F
- Ferenc Horváth (Fußballspieler, 1914) (1914–??), ungarischer Fußballspieler
- Ferenc Horváth (Fußballspieler, 1920) (1920–1991), ungarischer Fußballtorwart
- Ferenc Horváth (Radsportler) (* 1939), ungarischer Radrennfahrer
- Ferenc Horváth (Fußballspieler, 1973) (* 1973), ungarischer Fußballspieler und -trainer
- Francisc Horvath (* 1928), rumänischer Ringer
- Friderika Horváth (* 1970), ungarische Provinzialrömische Archäologin

### G
- Gábor Horváth (* 1971), ungarischer Kanute
- George Horvath (1960–2022), schwedischer Moderner Fünfkämpfer
- Gerald Horvath (* 1978), österreichischer Triathlet
- Géza von Horváth (1847–1937), ungarischer Zoologe
- Géza Horváth (1868–1925), ungarischer Komponist, Arrangeur und Musikpädagoge
- Gilda Horvath (* 1983), österreichische Roma-Aktivistin und Journalistin
- Gyöngyi Szalay-Horváth (1968–2017), ungarische Fechterin
- György Horváth (Fußballspieler) (1929–2010), ungarischer Fußballspieler
- György Horváth (Gewichtheber) (1943–1988), ungarischer Gewichtheber
- György Pálóczi Horváth (1908–1973), ungarisch-britischer Schriftsteller
- Gyula Horváth (Fußballspieler) (1888–1977), ungarischer Fußballspieler
- Gyula Horváth (Schauspieler, 1897) (1897–1972), ungarischer Schauspieler
- Gyula Horváth (Politiker) (1912–1992), ungarischer Politiker, stellvertretender Innenminister von 1958 bis 1960
- Gyula Horváth (Schauspieler, 1930) (1930–2005), ungarischer Schauspieler
- Gyula Horváth (Schachspieler) (1951–2020), ungarischer Schachspieler
- Gyula Toki Horváth (1920–1971), ungarischer Geiger

### H
- Helmuth Horvath (1941–2022), österreichischer Physiker

### I
- Ignaz Horvath (1895–1973), österreichischer Politiker
- Imre Horváth (Politiker) (1901–1958), ungarischer Politiker und Diplomat
- Imre Horváth (Schachspieler) (1956–2014), ungarischer Schachspieler
- István Horváth (* 1935), ungarischer Politiker

### J
- Ján Horváth (* 1955), slowakischer Politiker
- Joan Horvath, US-amerikanische Filmproduzentin, Autorin und Theaterregisseurin
- János Horváth (1878–1953), ungarischer Schriftsteller
- Johann Horvath (Politiker) (1900–1983), österreichischer Politiker
- Johann Horvath (1903–1968), österreichischer Fußballspieler
- Josef Maria Horváth (1931–2019), ungarischer Komponist und Pianist
- Joszef Horvath (Fußballspieler) (* 1949), ungarischer Fußballspieler
- József Horváth (Generalmajor) (* 1931), ungarischer Generalmajor
- József Horváth (Handballspieler) (1947–2022), ungarischer Handballspieler
- József Horváth (Schachspieler) (* 1964), ungarischer Schachspieler und Schachschiedsrichter
- József Barcza Horváth (* 1974), ungarischer Jazzmusiker
- József Plútó Horváth (* 1980), ungarischer Bassist und Komponist
- Julia Horvath (* 1974), österreichische Schauspielerin
- Julius Horvath († 2010), österreichischer Politiker

### K
- Katalin Horváth (Katalin Majorné Horváth; 1915–1991), ungarische Fechterin
- Kathleen Horvath (* 1965), US-amerikanische Tennisspielerin
- Kornél Horváth (* 1954), ungarischer Perkussionist
- Kristóf Horváth (* 1977), ungarischer Badmintonspieler
- Krisztofer Horváth (* 2002), ungarischer Fußballspieler

### L
- Lajos Horváth (Fechter) (1872–??), ungarischer Fechter
- Lajos Horváth (Ornithologe) (1914–1994), ungarischer Ornithologe
- László Horváth (Fußballspieler, 1901) (1901–1981), ungarischer Fußballspieler
- László Horváth (Mineraloge) (* 1937), ungarisch-kanadischer Mineraloge
- László Horváth (Schauspieler) (1943–1988), ungarischer Schauspieler
- László Horváth (Fußballspieler, 1943) (* 1943), ungarischer Fußballspieler
- László Horváth (Fußballspieler, 1944) (* 1944), ungarischer Fußballspieler
- László Horváth (Moderner Fünfkämpfer) (1946–2025), ungarischer Moderner Fünfkämpfer
- László Horváth (Fußballspieler, 1952) (* 1952), ungarischer Fußballspieler
- László Horváth (Fußballspieler, 1953) (1953–2014), ungarischer Fußballspieler
- László Horváth (Fußballspieler, 1955) (* 1955), ungarischer Fußballtorhüter
- László Horváth (Politiker) (* 1962), ungarischer Politiker
- László Horváth (Fußballspieler, Oktober 1966) (* 1966), ungarischer Fußballspieler
- László Horváth (Fußballspieler, Dezember 1966) (* 1966), ungarischer Fußballspieler
- László Horváth (Fußballspieler, 1988) (* 1988), ungarischer Fußballtorhüter
- László Horváth (Leichtathlet) (* 1992), ungarischer Leichtathlet
- Linda Horvath (* 1978), österreichische Leichtathletin
- Luis Horvath (* 1996), österreichischer American-Football-Spieler

### M
- Manfred Horvath (Radsportler) (1960–nach 1979), österreichischer Radrennfahrer
- Manfred Horvath (Fotograf) (* 1962), österreichischer Fotograf
- Maria Horvath (* 1963), österreichische Schachspielerin
- Mariann Horváth (* 1968), ungarische Fechterin
- Michael Horvath (Autor) (* 1963), österreichischer Schriftsteller und Journalist
- Michael Horvath (Fußballspieler) (* 1982), österreichischer Fußballspieler
- Mihály Horváth (Historiker, 1728) (1728–1810), ungarischer Historiker und Theologe
- Mihály Horváth (Historiker, 1809) (1809–1878), ungarischer Historiker und Theologe
- Milán Horváth (* 2001), ungarischer Eishockeyspieler

### N
- Nóra Horváth (* 1986), ungarische Fußballspielerin

### O
- Ödön von Horváth (1901–1938), österreichisch-ungarischer Schriftsteller

### P
- Pablo Horváth (* 1962), Schweizer Architekt
- Pavel Horváth (* 1975), tschechischer Fußballspieler
- Péter Horváth (Betriebswirt) (1937–2022), deutscher Betriebswirtschaftler und Hochschullehrer
- Péter Horváth (Handballschiedsrichter), ungarischer Handballschiedsrichter
- Péter Horváth (Hörspielautor) (* 1951), ungarischer Hörspielautor und Regisseur
- Péter Horváth (Schachspieler) (* 1972), ungarischer Schachspieler
- Péter Horváth (Schwimmer) (* 1974), ungarischer Schwimmer
- Philippe Horvath (* 1970), französischer Biologe
- Polly Horvath (* 1957), nordamerikanische Autorin

### R
- Roland Horvath (* 1945), österreichischer Hornist

### S
- Sarah Horváth (* 1993), deutsche Schauspielerin
- Sascha Horvath (* 1996), österreichischer Fußballspieler
- Stanislav Horváth (* 1945), deutscher Maler und Bildhauer
- Stefan Horvath (Kameramann) (* 1929), rumänischer Kameramann
- Stefan Horvath (Schriftsteller) (* 1949), österreichischer Schriftsteller
- Steve Horvath (* 1967), deutsch-amerikanischer Alterungsforscher, Genetiker und Biostatistiker

### V
- Viktor Horváth (* 1978), ungarischer Moderner Fünfkämpfer

### W
- Werner Horvath (* 1949), österreichischer Maler
- Willy Horváth (1917–2011), deutscher Violinist
- Wolfgang Horvath (* 1966), österreichischer Dirigent, Kirchenmusiker und Intendant

### Z
- Zalán Horváth (1943–2011), ungarischer Physiker
- Zoltán Horváth (Eishockeyspieler), ungarischer Eishockeyspieler
- Zoltán Horváth (Fechter) (1937–2025), ungarischer Fechter
- Zoltán Horváth (Regisseur) (* 1966), Schweizer Trickfilmregisseur und Drehbuchautor
- Zoltán Horváth (Basketballspieler) (1979–2009), ungarischer Basketballspieler
- Zoltán Horváth (Fußballspieler) (* 1989), ungarischer Fußballspieler
- Zsófia Horváth (* 1989), ungarische Badmintonspielerin
- Zsolt Horváth (* 1988), ungarischer Fußballspieler

### Fiktive Personen
- Anton Horvath, Hauptperson der Satire-Webserie Horvathslos